# Johann Peters (Komponist)
Peter Johann Peters (* 13. März 1820 in Breyell; † 7. Juli 1870 in Köln) war ein deutscher Musiker und Komponist. Das Westfalenlied („Ihr mögt den Rhein, den stolzen, preisen“) ist seine bekannteste Komposition.

## Biografie
Peter Johann Peters ist der Sohn des Breyeller Musikers und Tuchhändlers Christian Peters und seiner Ehefrau Christina Dohmen. Die Familie war wohlhabend genug, um ihn als 15-Jährigen nach Köln auf die Höhere Bürgerschule zu geben, die er aber ohne Abschluss verließ, um sich ebenfalls der Musik zu widmen. 1837 arbeitete er in Köln als Geiger des Städtischen Orchesters, während seiner Dienstzeit (ab 1840) auch als Militärmusiker. Später wurde er als Kapellmeister an das Kölner Stadttheater berufen. Er gehörte zudem zum Kölner Quartett, zur Kölner Dom-Kapelle (die seit 1826 unter der Leitung von Carl Leibl stand), trat aber auch als Solist auf. Als Dirigent war er in zahlreichen Musikvereinen Kölns tätig, im Revolutionsjahr 1848 leitete er den aus der Kölner Bürgermiliz hervorgegangenen Musik-Chor der Bürgerparade, wobei erstmals von Eigenkompositionen die Rede ist. 1849/50 war er Chormeister des Opernchors.
Nach einer Kurzbiografie seines Sohnes Moritz aus dem Jahr 1935 wurde er 1851 Kapellmeister im Stollwerckschen Vaudeville-Theater, gründete nach dem Brand des Kölner Stadttheaters (1859), der seine Tätigkeit dort beendete, mit Mitgliedern der Theaterkapelle die Gertrudenhofkapelle, deren Leiter er bis 1864 war. Auch soll er Kapellmeister der Kölner Oper Larronge gewesen sein (Adolph L’Arronge war 1858 bis 1863 Chef des Theaters). 
Aus gesundheitlichen Gründen musste er seine Aktivitäten in der Öffentlichkeit reduzieren und 1864 ganz aufgeben, konnte jedoch als Musiklehrer weiterarbeiten. Er starb 1870 im Alter von 50 Jahren.

## Werke

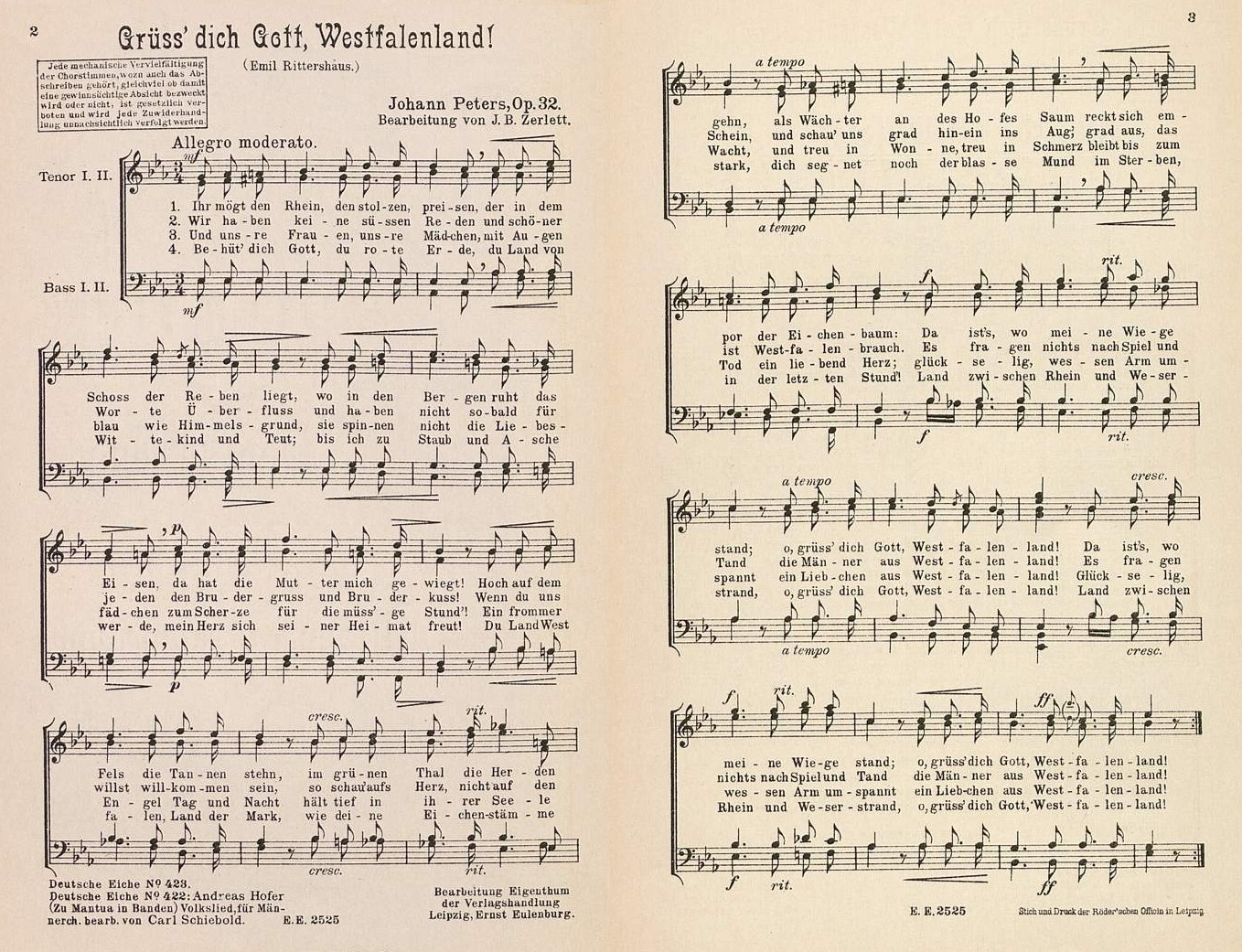
Westfalenlied (Bearbeitung für Männerchor von Johann Baptist Zerlett)

Von seinen Kompositionen sind heute nur noch das Westfalenlied (Op. 23, 1868/69) nach einem Text von Emil Rittershaus bekannt, sowie seinerzeit vor allem das Rheinlied („Strömt herbei, ihr Völkerscharen“, op. 3, 1867 während eines Festes im Kölner Gürzenich improvisiert und 1868 gedruckt) nach einem Text von Otto Julius Inkermann (C. O. Sternau). Das Rheinlied wurde 1912 in Preußen – im Rahmen der Kriegserziehung im Kaiserreich – für den Schulunterricht in der 7. und 8. Klasse empfohlen, beide Lieder fanden Aufnahme unter anderem in das Allgemeine Deutsche Kommersbuch, das Neue Liederbuch für Artilleristen (1893), das Sport-Liederbuch (1921), das Rheinlied darüber hinaus auch ins Deutsche Armee Liederbuch, die Weltkriegs-Liedersammlung (1926) und das Wander-Liederbuch (1927). Die damalige Beliebtheit des Rheinliedes wird auch dadurch angedeutet, dass die J. P. Tonger’sche Musikalienhandlung im Jahr 1901 für die Verlagsrechte 1000 Goldmark zahlte. Heute findet sich das Rheinlied nur noch im Liederbuch des Kartellverband katholischer deutscher Studentenvereine (KV-Liederbuch), während das Westfalenlied mit Peters’ Melodie regional verbreitet ist.
Weitere Geselligkeitslieder wurden 1935 noch einmal angelistet, von ihnen ist aber nicht mehr als der Titel bekannt. 2001 übergab die Familie dem Leiter des Kreisarchivs, Leo Peters, den Nachlass des Komponisten, darunter auch fünf weitere gedruckte Liedkompositionen. Aus den angegebenen Opuszahlen geht hervor, dass auch weiterhin mindestens drei Viertel seiner Kompositionen als verloren gelten müssen.

## Familie
1845 heiratete er in Köln Auguste Cleff (oder Clef, 1824–1871), Tochter eines Rentiers, also eines vermutlich wohlhabendes Mannes. Das Paar bekam zwölf Kinder, von denen sieben bereits im Kindesalter starben.
Sein Sohn Moritz Peters, der 1863 in Köln geboren wurde, wurde 1890 Bürgermeister von Amern und war 1899 bis 1923 Bürgermeister von Kaldenkirchen. Er starb 1934 in Lobberich.

## Trivia
Das ehemalige Breyeller Rathaus wurde 1891 und 1935 wider besseres Wissen zum (repräsentativen) Geburtshaus von Johann Peters deklariert. Eine entsprechende Inschriftentafel befindet sich noch heute über der Haustür.